# コスモス670号
コスモス670号（Kosmos 670、ロシア語: Космос 670）は、ソユーズ7K-S宇宙船の無人飛行試験である。

## ミッション情報
- 宇宙船:ソユーズ7K-S
- 質量:6,700kg
- 乗組員:なし
- 打上げ:1974年8月6日
- 着陸:1974年8月8日 23:59 GMT
- 近点:221km
- 遠点:294km
- 軌道傾斜角:50.6°
- 期間:2.99日